# Lepidophanes gaussi
Lepidophanes gaussi és una espècie de peix de la família dels mictòfids i de l'ordre dels mictofiformes.

## Morfologia
- Els mascles poden assolir 5 cm de longitud total.[5][6]

## Hàbitat
És un peix marí i d'aigües profundes que viu entre 0-850 m de fondària.

## Distribució geogràfica
Es troba a l'Atlàntic.